# Dou Wei
Pour les articles homonymes, voir Dou (homonymie).
Dans ce nom chinois, le nom de famille, Dou, précède le nom personnel.
Dou Wei (en chinois traditionnel : 竇唯 ; chinois simplifié : 窦唯 ; pinyin : Dòu Wéi) est un musicien chinois né le 14 octobre 1969 à Pékin, en Chine.

## Biographie
- Il apprend la guitare au lycée. En 1987, il quitte l'école.
- En 1988, il rejoint le groupe de musique Hei Bao (Panthère noire) comme leader de groupe, compositeur et parolier.
- En 1991, il quitte Hei Bao et créé "Meng Yue Dui" (Groupe du rêve).
- En 1992, il signe un contrat avec Bo Li Jia Ying records. Meng Yue Dui se dissout en octobre 1992.
- Au début de 1993, il met fin au contrat avec Bo Li Jia Ying records, puis signe un contrat avec Mo Yan Wen Hua.
- En mai 1994, il sort son 1er album Hei Meng (Rêve noir). Lui avec Zhang Chu et He Yong sont nommés « trois personnes exceptionnelles » en Chine. En juin, il fait une représentation avec le groupe Radiohead. En décembre, il part à Hong Kong pour faire un concert : « La force du rock de la Chine ».
- En octobre 1995, il sort son 2e album Yan Yang Tian.
- En juin 1996, Dou Wei et Faye Wong se marient.
- Le 3 janvier 1997, leur fille Dou Jing Tong naît.
- En novembre 1998 il sort son 3e album Shan He Shui (Montagne, rivière, eau).
- En mars 1999, il divorce avec Faye Wong, et le droit de garde est attribué à Faye Wong. Dans la même année, Dou Wei crée le groupe "Yi" (Traduire) et sort Huan Ting (Hallucination).
- En février 2000, il sort un EP Xi Wang Zhi Guang (La lumière d'espoir), et la même année, l'album Yu Yu (Soupirer de la pluie) est fini.
- En juin 2001, il va à XiAn pour un concert « Existe, concert de rock'n'roll », et la même année, il quitte "Yi" et collabore au spectacle musical Jing, Hua, Yuan (Miroir, Fleur, Destination).
- En 2002, il forme le groupe "Mu Liang Wen Wang" (Mu Liang : Dou Wei, Wen : Wen Bin, Wang : Wang Xiao Fang). En août, ils font un spectacle avec FM3 pendant le festival de musique à Yun Nan, Li Jiang.
- En avril 2003, il sort l'album Yi Ju, Liang De (Faire d'une pierre deux coups) avec le groupe "Bu Yi Ding" (en chinois : C'est pas sûr). En septembre, il publie "Mu Liang Wen Huang".
- En février 2004, il publie "Jing Hua Yuan Ji" (Une histoire de Miroir, Fleur, Destination). En mai, la même année, il publie l'album San Guo, Si Ji (Trois pays, quatre histoires) qui a été fait avec Bu Yi Ding.
- Le 10 mai 2006, il est arrêté après avoir vandalisé les locaux du département éditorial de la presse de Pékin. Le 30 juin 2006, il est libéré sous caution.

## Discographie
- Eight Fragments (八段锦, 2004)
- Yang Jin Mantra (殃金咒, 2013)
- Tian Zhen Jun Gong (天真君公, 2015)